# میلنا اسمیت
الیزا میلنا اسمیت مارکِس (اسپانیایی: Elisa Milena Smit Márquez‎؛ زادهٔ ۵ اکتبر ۱۹۹۶) بازیگر سینما و تلویزیون و مدل اهل اسپانیا است. وی از سال ۲۰۱۸ میلادی تاکنون مشغول فعالیت بوده است.
از فیلم‌ها یا برنامه‌های تلویزیونی که وی در آن نقش داشته است، می‌توان به عبور از خط قرمز (۲۰۲۰)، مادران موازی (۲۰۲۱)، تین و تینا (۲۰۲۳) و پلتفرم ۲ (۲۰۲۴) اشاره کرد.